# 50 Virginija
50 Virginija (mednarodno ime 50 Virginia) je velik in temen asteroid tipa X v glavnem asteroidnem pasu. 

## Odkritje
Asteroid je odkril James Ferguson (1797 – 1867) 4. oktobra 1857. Neodvisno ga je odkril tudi Karl Theodor Robert Luther (1822 – 1900) 19. oktobra istega leta, ki pa je prvi objavil odkritje. Ni popolnoma jasno po kom se asteroid imenuje. Verjetno se imenuje po Vergeniji, plemkinji iz Rima; lahko pa bi se imenoval tudi po Virginiji, državi v ZDA.

## Lastnosti
Asteroid Virginija obkroži Sonce v 4,32 letih. Njegova tirnica ima izsrednost 0,285, nagnjena pa je za 2,834° proti ekliptiki. Njegov premer je 99,8 km, okrog svoje osi pa se zavrti v 14,31 urah .